# Camarillo (Kalifornija)
Camarillo je grad u američkoj saveznoj državi Kalifornija. Prema popisu stanovništva iz 2010. u njemu je živjelo 65,201 stanovnika.